# Сельское поселение Горское (Одинцовский район)
Горское сельское поселение — упразднённое муниципальное образование (сельское поселение) в Одинцовском муниципальном районе Московской области.
Административный центр — посёлок Горки-2.
Население — 3751 чел. (2019).
Глава сельского поселения — Исайкина Надежда Егоровна, также исполняет полномочия Председателя Совета депутатов сельского поселения Горское в соответствии с Решением Совета депутатов сельского поселения Горское от 22.07.2014 г. №1/46

## Географическое положение
Общая площадь — 25,95 км². Муниципальное образование находится на севере центральной части Одинцовского района и граничит с:
- Барвихинским сельским поселением (на востоке)
- городским поселением Одинцово (на юго-востоке)
- Жаворонковским сельским поселением (на юго)
- Назарьевским сельским поселением (на юго-западе)
- Успенским сельским поселением (на западе)
- Красногорским районом Московской области (на севере)

## История
Муниципальное образование было создано в 2005 году из позже упразднённой административно-территориальной единицы Горского сельского округа.
5 февраля 2019 года упразднено вместе со всеми другими поселениями Одинцовского муниципального района в связи с их объединением с городским округом Звенигорода в Одинцовский городской округ.

## Население
| 2006  | 2007  | 2008  | 2009  | 2010  | 2011  | 2012  | 2013  | 2014  | 2015  |
| ----- | ----- | ----- | ----- | ----- | ----- | ----- | ----- | ----- | ----- |
| 3676  | ↘3430 | ↗3464 | ↗3579 | ↗3831 | ↗3842 | →3842 | ↗3861 | ↗3893 | ↗3916 |
| 2016  | 2017  | 2018  | 2019  |       |       |       |       |       |       |
| ↘3890 | ↗3932 | ↘3846 | ↘3751 |       |       |       |       |       |       |

## Населённые пункты
На территории поселения находятся 6 населённых пунктов (1 посёлок, 2 села, 3 деревни):
| Вид населённого пункта | Наименование    | Население, чел. (2010) | ОКАТО          | Бывшая административная единица |
| ---------------------- | --------------- | ---------------------- | -------------- | ------------------------------- |
| посёлок                | Горки-2         | 2948                   | 46 241 813 001 | Горский сельский округ          |
| деревня                | Большое Сареево | 200                    | 46 241 813 003 | Горский сельский округ          |
| село                   | Знаменское      | 341                    | 46 241 813 002 | Горский сельский округ          |
| село                   | Лайково         | 203                    | 46 241 813 006 | Горский сельский округ          |
| деревня                | Лызлово         | 80                     | 46 241 813 005 | Горский сельский округ          |
| деревня                | Малое Сареево   | 59                     | 46 241 813 004 | Горский сельский округ          |